# Ранній Ранок
Ра́нній Ра́нок — село в Україні, Криворізькому районі Дніпропетровської області.
Орган місцевого самоврядування — Гейківська сільська рада. Населення по перепису 2001 р. становило 634 людини.

## Географія
Село Ранній Ранок розташоване біля витоків річки Вербова, примикає до сіл Кривбас та Гейківка. Через село проходить залізниця, Гейківка. Селом тече річка Балка Очеретка.

## Історія
- 1922 — дата заснування.
- В 1929 р. створений перший колгосп «Наша воля».

Колишній орган місцевого самоврядування — Гейківська сільська рада.

## Населення

### Мова
Розподіл населення за рідною мовою за даними перепису 2001 року:
| Мова            | Відсоток |
| --------------- | -------- |
| українська      | 91,8 %   |
| російська       | 7,9 %    |
| інші/не вказали | 0,3 %    |

## Економіка
- ТОВ «Агро Груп».
- «Гейковское», ВАТ.

## Об'єкти соціальної сфери
- Школа.
- Дитячий садок.
- Клуб.
- Фельдшерсько-акушерський пункт.

## Пам'ятки
- Братська могила радянських воїнів.
- Біля села знаходяться кургани бронзової доби (кінець ІІІ — початок I тисячоліття до н. е.)[3]

## Постаті
- Цвітненко Андрій Сергійович (1975—2014) — солдат Збройних сил України, учасник російсько-української війни.